# Pisa Sporting Club 1953-1954
Questa voce raccoglie le informazioni riguardanti il Pisa Sporting Club nelle competizioni ufficiali della stagione 1953-1954.

## Rosa
| N. |                   | Ruolo | Calciatore        |
| -- | ----------------- | ----- | ----------------- |
|    | Italia (bandiera) | C     | Andreotti         |
|    | Italia (bandiera) | D     | Amosello Berretta |
|    | Italia (bandiera) | P     | Mario Bindi       |
|    | Italia (bandiera) | P     | Efrem Bressan     |
|    | Italia (bandiera) | C     | Dandolo Brondi    |
|    | Italia (bandiera) | C     | Elio Canonico     |
|    | Italia (bandiera) | A     | Egisto Ciuti      |
|    | Italia (bandiera) | D     | Attilio Colombo   |
|    | Italia (bandiera) | A     | Bruno Dal Bon     |
|    | Italia (bandiera) | A     | Piero Fantacci    |
|    | Italia (bandiera) | A     | Aldo Genovesi     |
|    | Italia (bandiera) | C     | Bruno Ghezzani    |
|    | Italia (bandiera) | C     | Mauro Mari        |

| N. |                   | Ruolo | Calciatore          |
| -- | ----------------- | ----- | ------------------- |
|    | Italia (bandiera) | C     | Marietti            |
|    | Italia (bandiera) | C     | Angelo Meini (III)  |
|    | Italia (bandiera) | A     | Renzo Meini (II)    |
|    | Italia (bandiera) | D     | Luciano Nicolini    |
|    | Italia (bandiera) | C     | Piero Romanelli     |
|    | Italia (bandiera) | A     | Serafino Romani     |
|    | Italia (bandiera) | A     | Milo Salvadorini    |
|    | Italia (bandiera) | A     | Milziade Severgnini |
|    | Italia (bandiera) | C     | Angelo Soraggi      |
|    | Italia (bandiera) | C     | Limbergo Taccola    |
|    | Italia (bandiera) | C     | Giancarlo Virgili   |
|    | Italia (bandiera) | C     | Antonio Vismara     |